# Рифабутин
Рифабутин (Rfb) — лекарственное средство, антибиотик широкого спектра действия, в основном используемый для лечения туберкулеза и профилактики инфицирования ВИЧ-больных бактериями комплекса Mycobacterium avium.

## История
Ученые из итальянской фармацевтической компании Achifar открыли рифабутин в 1975 году. Впоследствии Archifar стал частью компании Farmitalia Carlo Erba, подразделения корпорации Montedison. В начале 90-х лаборатория Adria подала заявку на сертификацию в Управление по контролю качества продуктов и лекарств (англ. Food and Drug Administration, FDA). В декабре 1992 года рифабутин был зарегистрирован под торговой маркой «Микобутин».

## Свойства
Спиропиперидильное производное рифамицина S, высоколипофильное соединение. Красно-фиолетовый   порошок. Растворим в хлороформе и метиловом спирте, плохо растворим в этиловом спирте, практически нерастворим в воде.

## Фармакология
Обладает широким спектром действия. Механизм действия, вероятно, связан с угнетением синтеза аминокислот за счет ингибирования ДНК-зависимой РНК-полимеразы.
Рифабутин активен в отношении Mycobacterium tuberculosis (как чувствительных, так и резистентных к рифампицину штаммов), Mycobacterium leprae (как чувствительных, так и резистентных к рифампицину штаммов), в отношении комплекса Mycobacterium avium.
Рифабутин активен также в отношении грамположительных бактерий: Staphylococcus spp. (в том числе полирезистентные), некоторых штаммов Clostridium spp.; грамотрицательных бактерий: Neisseria meningitidis, Neisseria gonorrhoeae, Haemophilus influenzae, Legionella spp., Chlamydia trachomatis; внутриклеточных паразитов; некоторых вирусов (в том числе ВИЧ-1). Устойчивость штаммов возбудителей к рифабутину развивается быстро.
Всасывается из ЖКТ быстрее чем рифампицин в связи с большей жирорастворимостью. Биодоступность составляет 20 %. Cmax в плазме крови достигается через 2-4 ч. Связывание с белками плазмы составляет 85 %. Проникает через ГЭБ. T1/2 — 45 ч. 30 % рифабутина выводится с калом, 5 % — в неизмененном виде с желчью, 5 % — в неизмененном виде с мочой, 53 % — с мочой в виде метаболитов.

## Применение
Рифабутин позиционируется в качестве альтернативы рифампицину, который является противотуберкулёзным препаратом первого ряда.
Рифабутин может использоваться вместо рифампицина в составе комбинированной терапии при лечении туберкулёза, вызванного полирезистентными штаммами M. tuberculosis, при этом необходимо учитывать наличие неполной перекрестной резистентности микобактерий к обоим препаратам. Его эффективность по отношению к резистентным штаммам обусловлена способностью лучше проникать в клетки и способностью оказывать воздействие на биосинтез ДНК микобактерий в концентрациях от восьми до сорока раз ниже концентраций рифампицина. Причем длительное применение рифабутина редко приводит к возникновению резистентности по отношению к этому препарату.
Однако, по некотором данным нет существенных различий в использовании рифампицина и рифабутина при лечении туберкулёза и профилактике рецидивов.
Также рифабутин имеет потенциал применения для лечения туберкулёза у ВИЧ-инфицированных пациентов, благодаря отсутствию взаимодействия с антиретровирусными средствами. При этом отмечается необходимость в проведении клинических испытаний надлежащего качества для проверки данного аспекта использования препарата.

### Побочные действия
Как и рифампицин, окрашивает мочу в оранжевый или красный цвет. При приёме вместе с кларитромицином возрастает риск развития увеита. Значительно снижает эффективность пероральных контрацептивов, следует применять другие средства контрацепции в период приёма рифабутина.